# Gavin O'Connor
Gavin O'Connor (Long Island, Nueva York, 24 de diciembre de 1963) es un director, guionista, productor, dramaturgo, y actor estadounidense.  Es conocido por dirigir películas como Miracle, Warrior y The Accountant. En septiembre de 2017,  se anunció que él  escribiría y dirigiría la secuela de Escuadrón suicida.Algo que posteriormente no sucedió.

## Vida y carrera
Gavin O'Connor se crio en Huntington, un pueblo de Long Island, Nueva York.
Empezó su carrera en 1992, escribiendo y produciendo el debut como director de Ted Demme, el cortometraje The Bet. Tres años después,  hizo su primer largometraje, escrito y producido por él mismo, Comfortably Numb; la película se proyectó tanto en el Festival de Cannes como en el Festival de Cine de Boston. O'Connor empezó a trabajar en la obra de teatro off-Broadway, Rumblings of a Romance Renaissance en 1997, producida, escrita y protagonizada por él mismo.
También en 1997, O'Connor comenzó a trabajar en un guion basado en los recuerdos de la infancia de su esposa, Angela Shelton. Impresionado por la actriz británica Janet McTeer, galardonada con un Tony, en el talk show de Charlie Rose en 1997; decidió que tenía que estar en el reparto de Tumbleweeds; película que tuvo que financiar él mismo ya que no pudo encontrar patrocinadores. La película ganó el Filmmakers Trophy en el Festival de Cine de Sundance; la actuación de McTeer ganó un Globo de Oro como Mejor Actriz y una nominación al Óscar en la misma categoría; y Kimberly J. Brown, ganó un Independent Spirit Award por Mejor Actuación Debut.
Después de trabajar como productor ejecutivo de otros proyectos más pequeños, O'Connor dirigió la película de Walt Disney Pictures, Miracle (2004), una película sobre la victoria del equipo de hockey de Estados Unidos en los Juegos Olímpicos de Invierno de 1980. También produjo la película de HBO, The Smashing Machine, que trataba del luchador Mark Kerr.
En 2013, O'Connor anunció que estaba trabajando en una adaptación teatral de la novela The Hustler. En abril de 2013,  firmó para dirigir Jane Got a Gun. Él fue productor ejecutivo y director del piloto de la serie de FX, The Americans. Fue director y productor ejecutivo en la serie de Netflix, Seven Seconds.
Es conocido por sus colaboraciones con el actor Noah Emmerich, que ha aparecido en todas las películas de O'Connor excepto Comfortably Numb.
En junio de 2014, O'Connor fue escogido para dirigir una película de acción y aventuras producida por Hollywood Gang Productions, Massacre in the Himalayas, que tratará sobre el asesinato de diez alpinistas que intentaron llegar a la cima de la montaña K2. Dirigirá una película sobre la Segunda Guerra Mundial, Atlantic Wall, que será protagonizada por Bradley Cooper. En 2017,  reemplazó a Damon Mate como director de Father Daughter Time. El  6 de septiembre de 2017, eligieron a O' Connor como director y escritor de Suicide Squad 2 (la secuela de Escuadrón suicida).
Se ha mencionado que va trabajar en un drama escrito por Brad Inglesby, The Has-Been, junto a Ben Affleck, que trabajó con él en The Accountant.

## Vida personal
O'Connor está casado con la modelo y actriz, Brooke Burns desde el 22 de junio de 2013. Estuvo casado con Angela Shelton, pero se divorciaron en 1996.

## Filmografía
Películas y televisión
| Año       | Título                        | Rol      | Rol       | Rol      | Rol       | Rol   | Papel       | Notas                    |
| Año       | Título                        | Director | Guionista | Historia | Productor | Actor | Papel       | Notas                    |
| --------- | ----------------------------- | -------- | --------- | -------- | --------- | ----- | ----------- | ------------------------ |
| 1992      | The Bet                       |          | Sí        | Sí       | Ejecutivo |       |             | Corto                    |
| 1995      | Comfortably Numb              | Sí       | Sí        | Sí       | Sí        |       |             |                          |
| 1999      | Tumbleweeds                   | Sí       | Sí        | Sí       | Ejecutivo | Sí    | Jack Ranson |                          |
| 2001      | The Glass House               |          |           |          |           | Sí    | Whitey      |                          |
| 2002      | The Smashing Machine          |          |           |          | Ejecutivo |       |             | Documental               |
| 2002      | The Slaughter Rule            |          |           |          | Sí        |       |             |                          |
| 2002      | Narc                          |          |           |          |           |       |             | Agradecimientos          |
| 2003      | Thirteen                      |          |           |          |           |       |             | Agradecimientos          |
| 2004      | Miracle                       | Sí       |           |          |           |       |             |                          |
| 2004      | Clubhouse                     | Sí       | Sí        | Sí       |           |       |             | 1 episodio (serie de TV) |
| 2007      | Elvis and Anabelle            |          |           |          | Ejecutivo |       |             |                          |
| 2008      | Pride and Glory               | Sí       | Sí        | Sí       |           |       |             |                          |
| 2011      | Warrior                       | Sí       | Sí        | Sí       | Sí        |       |             |                          |
| 2013-2014 | The Americans                 | Sí       |           |          | Ejecutivo |       |             |                          |
| 2015      | Brothers                      |          |           | Sí       |           |       |             |                          |
| 2016      | Jane Got a Gun                | Sí       |           |          |           |       |             |                          |
| 2016      | The Accountant                | Sí       |           |          | Ejecutivo |       |             |                          |
| 2017      | Seven Seconds                 | Sí       |           |          | Ejecutivo |       |             | Piloto (serie de TV)     |
| 2019      | Torrance                      | Sí       | Sí        | Sí       | Sí        |       |             |                          |
| TBA       | Secuela de ''The Accountant'' | Sí       |           |          |           |       |             | En desarrollo            |